# 13P busz (Sopron)
A soproni 13P jelzésű autóbusz Lackner Kristóf utca, autóbusz-állomás és a Páneurópai Piknik-emlékhely (ideiglenes) végállomások között közlekedett.
A „Páneurópai Piknik” 25. évfordulója alkalmából megrendezésre kerülő ünnepségek megközelíthetősége érdekében, Sopron Megyei Jogú Város Önkormányzatának megrendelésére 2014. augusztus 19-én – kedden – 13P jelzéssel ingyenesen igénybe vehető autóbuszok közlekedtek.

## Sopronkőhida és Tómalomfürdő autóbusz-közlekedése
A 13-as busz a Juharfa úton, az Ógabona téren (ellenkező irányban a Várkerületen), majd a Híd utcán és a Pozsonyi úton át közlekedik, Tómalomfürdő érintése nélkül. Betétjárataként 13B és 33-as jelzésű autóbuszok közlekednek. A 13B jelzésű busz a Tómalmi elágazás megállóhely után betér Tómalomfürdőre is (korábban ugyanezen az útvonalon közlekedett a 13F jelzésű busz). A 33-as busz egy helyközi járat Sopron és Fertőrákos között, amely helyi utazásra igénybe vehető az Autóbusz-állomás és Sopronkőhida, Pesti Barnabás utca megállók között. Hétvégén csak ezzel a járattal lehet Sopronkőhidára utazni! A 33-as busz korábban 13HK jelzéssel közlekedett, és valamivel kevesebb megállóhelyen állt meg. Tómalomfürdőre közlekedik még a 6-os busz, amely a 13B busszal azonos útvonalon közlekedik, de ez a járat október első vasárnapját követő hétfőtől április 30-ig a kihasználatlanság miatt nem közlekedik. Korábban az Autóbusz-állomás és Sopronkőhida között közlekedett a 13M jelzésű busz munkanapokon, a kora reggeli órákban, rövidített útvonalon, az Ógabona tér és a Híd utca érintése nélkül, a Patak utcán keresztül.

## Az ünnepségek megközelíthetősége érdekében
- Sopron, autóbusz-állomástól (a Lackner Kristóf utcai helyi megállóhelyről) a sopronkőhidai fegyháznál létesítésre kerülő parkoló érintésével a Páneurópai Piknik-emlékhelyre 9.30–19.30 óra között 30 percenként;
- a Páneurópai Piknik-emlékhelyről a sopronkőhidai parkoló érintésével Sopron, autóbusz-állomásra 10.00–20.00 óra között 30 percenként;

a fenti autóbuszjáratokat sűrítve, a sopronkőhidai parkoló és a Páneurópai Piknik-emlékhely között további járatok indulnak, amelyek együttesen 15 perces követést biztosítanak a parkolótól az emlékhelyre 9.48–19.48 óra között, illetve az emlékhelyről a parkolóhoz 10.00–20.00 óra között.

## Közlekedés
A vonalon Ikarus 280, Ikarus 415, Credo BC 11, Credo BN 12, Credo BN 18 és Rába Premier 091 típusú járművek közlekednek

## Útvonala
| Páneurópai Piknik-emlékhely felé |
| --- |
| Lackner Kristóf utca vá. – Ógabona tér – Széchenyi tér – Móricz Zsigmond utca – Magyar utca – Fapiac utca – Híd utca – Pozsonyi út – Pesti Barnabás utca – Sopronkőhida, fegyház – Pozsonyi út – Páneurópai Piknik-emlékhely vá. |

| Lackner Kristóf utca, autóbusz-állomás felé |
| --- |
| Páneurópai Piknik-emlékhely vá. – Pozsonyi út – Sopronkőhida, fegyház – Pesti Barnabás utca – Pozsonyi út – Híd utca – Fapiac utca – Magyar utca – Ötvös utca – Várkerület – Lackner Kristóf utca vá. |

## Megállóhelyei
| – | 0  | Lackner Kristóf utca, autóbusz-állomás | 26 | 1, 2, 3, 3Y, 4, 5, 5A, 5T, 5Y, 6, 7, 7A, 7B, 8, 10, 10Y, 11Y, 12, 12A, 13, 13B, 14, 14B, 16, 17, 20, 21, 27, 27B, 32, 33 Helyközi és távolsági autóbuszjáratok |
| – | 1  | Ógabona tér, Újteleki utca             | –  | 5, 5A, 5T, 6, 13, 13B, 14, 14B, 17, 20, 33 |
| – | 3  | Móricz Zsigmond utca                   | –  | 6, 7, 7A, 7B, 13, 13B, 14, 14B, 27, 27B, 33 |
| – | –  | Várkerület, Festő köz                  | 25 | 1, 2, 3Y, 4, 5, 5A, 5T, 6, 10, 10Y, 11Y, 12, 12A, 13, 13B, 14, 14B, 17, 20, 32, 33                                                                             |
| – | –  | Várkerület, Árpád utca                 | 23 | 1, 2, 3Y, 4, 5, 5A, 5T, 6, 10, 10Y, 11Y, 12, 12A, 13, 13B, 14, 14B, 20, 32, 33                                                                                 |
| – | 5  | Fapiac                                 | 21 | 4, 5Y, 6, 7, 7A, 7B, 11Y, 13, 13B, 14, 14B, 27, 27B, 33 |
| – | 6  | Híd utca, Balfi út                     | 20 | 5Y, 6, 7, 7A, 7B, 13, 13B, 14, 14B, 27, 27B, 33 |
| – | 5  | Híd utca, Rákosi út                    | 19 | 5Y, 6, 7, 7A, 7B, 13, 13B, 27, 27B, 33 |
| – | 8  | Pozsonyi út, Szent Mihály Temető       | 18 | 6, 13, 13B, 33 |
| – | 10 | Pozsonyi út, autószalon                | 16 | 6, 13, 13B, 33 |
| – | 11 | Pozsonyi út, Sand dűlő                 | 15 | 6, 13, 13B, 33 |
| – | 13 | Pozsonyi út, régi vízműtelep           | 13 | 6, 13, 13B, 33 |
| – | 15 | Jánostelep, bejárati út                | 11 | 6, 13, 13B, 33 |
| – | 16 | Tómalmi elágazás                       | 10 | 6, 13, 13B, 33 |
| – | 17 | Sopronkőhida, Pesti Barnabás utca      | 9  | 13, 13B, 33 |
| 0 | 18 | Sopronkőhida, fegyház (parkoló)        | 8  | 13, 13B |
| 8 | 26 | Páneurópai Piknik-emlékhely            | 0  | |

## Külső hivatkozások
- Sopron: Páneurópai Piknik évforduló "ingyenesen igénybe vehető autóbusz"' (magyar nyelven). Kisalföld Volán. [2014. augusztus 17-i dátummal az eredetiből archiválva]. (Hozzáférés: 2014. augusztus 17.)
- A járat megjelenítése a térképen
- Soproni WEB/WAP alapú utastájékoztató modul és dinamikus járműkövetés Archiválva 2013. december 24-i dátummal a Wayback Machine-ben
- Páneurópai Piknik - Határáttörés 25. évfordulója